# Lori-Ann Muenzer
Lori-Ann Muenzer (Toronto, 21 mei 1966) is een voormalig Canadese wielrenster.
Muenzer won op 38-jarige leeftijd tijdens de Olympische Zomerspelen 2004 de gouden medaille op de sprint. Op de wereldkampioenschappen won Muenzer vier medailles.

## Resultaten
| Jaar | WK                    | Olympische Zomerspelen   |
| ---- | --------------------- | ------------------------ |
| 2000 | 500m tijdrit          | 13e 500m tijdrit         |
| 2001 | 500m tijdrit · sprint |                          |
| 2004 | sprint                | sprint · 7e 500m tijdrit |

1988: Erika Salumäe ·
1992: Erika Salumäe ·
1996: Félicia Ballanger ·
2000: Félicia Ballanger ·
2004: Lori-Ann Muenzer ·
2008: Victoria Pendleton · 
2012: Anna Meares · 
2016: Kristina Vogel · 
2020: Kelsey Mitchell · 
2024: Ellesse Andrews